# Pugey
Pugey é uma comuna francesa na região administrativa de Borgonha-Franco-Condado, no departamento de Doubs. Estende-se por uma área de 7,32 km². Em 2010 a comuna tinha 760 habitantes (densidade: 103,8 hab./km²).